# Шеле-фон-Шеленбург, Георг Виктор Фридрих Дитрих
Георг Виктор Фридрих Дитрих Шеле-фон-Шеленбург (нем. Georg Victor Friedrich Diedrich Freiherr von Schele zu Schelenburg ; 8 ноября 1771, Оснабрюк — 5 сентября 1844, там же) — немецкий политический и государственный деятель Ганноверского королевства, сыгравший важную роль в ганноверском перевороте 1837 года.

## Биография
Получил домашнее образование. С 1787 по 1789 год посещал Рыцарскую академию в Люнебурге, с 1789 по 1792 год обучался в университете Гёттингена.
Дворянского происхождения. Сын оснабрюкского камергера. Племянник по матери политика Эрнста Фридриха Герберта Мюнстера. Его сестра Вильгельмина (1775—1836) была женой фельдмаршала Карла фон Мюффлинга, а брат Фридрих фон Шеле (1782—1815) был женат на Фридрихе Вильгельмине Рейль, дочери медика Иоганна Христиана Рейля (1759—1813).
Служил президентом коллегии налогов и податных сборов. В качестве члена первой палаты был лидером реакционной дворянской партии. После вступления на ганноверский престол короля Эрнста-Августа (1837) был деятельным сотрудником короля при отмене конституции 1833 г. Первым официальным актом Эрнста-Августа, взошедшего на престол, было назначение Георга фон Шеле, реакционного лидера ганноверской знати, государственным министром кабинета министров и министром иностранных дел. Геора фон Шеле был ближайшим политическим советником нового короля Эрнста Августа I и считался интеллектуальным инициатором нарушения ганноверской конституции 1837 года, в результате которого было созвано Собрание сословий Ганноверского королевства, а либеральная конституция 1833 г. (основной закон государства) объявлена недействительной и отменена.

## Награды
- 1821 — кавалер Королевского Гвельфского ордена.
- 1830 — Большой крест Королевского Гвельфского ордена.
- 1838 — Прусский орден Красного Орла 1-го класса.
- 1843 — Большой крест Королевского Гвельфского ордена с бриллиантами.